# Kunstgymnasium Kaunas
Das Kunstgymnasium Kaunas (lit. Kauno dailės gimnazija) ist ein staatliches Gymnasium mit Fachrichtung der Kunst (Skulptur, Malerei und Grafik) in Kaunas, der zweitgrößten Stadt Litauens.

## Geschichte
Am 4. Februar 1946 wurde die Kunstschule Kaunas aufgrund einer Verordnung des Leiters des Amts für Kunstangelegenheiten gegründet. Der Maler Česlovas Kontrimas wurde erster Direktor. 1947 gab es den ersten Jahrgang von Abiturienten.
Im selben Jahr wurde die Schule zur Kunstmittelschule Kaunas umbenannt. 1969 erfolgte eine weitere Umbenennung in Juozas-Naujalis-Schule. 1994 wurde sie ein Gymnasium.

## Direktor
- 1946: Česlovas Kontrimas;
- 1950: Janina Stankūnavičiūtė;
- 1950: Aleksandras Pancerovas;
- 1951: Algirdas Dūda;
- 1955: Boleslovas Klova;
- 1956: Algirdas Dūda;
- 1979: Raimundas Šurka;
- 1984: Aveniras Ūsas;
- 1990: Dalia Palukaitienė;
- 2003: Neringa Šiupinskienė.

## Schüler
- 24. Jahrgang (1988–1993): Henrikas Žukauskas (* 1951), Architekt und Politiker, ehemaliger Umweltminister
- 1957–1962: Antanas Visockis (* 1941), Maler und Kunstpädagoge, Professor